# 천사의 눈물
"천사의 눈물"은 1970년 공개된 대한민국의 영화이다. TBC 의 인기 연속극을 영화화 한 것이다.

## 배역
- 윤정희
- 윤양하
- 전계현
- 박암
- 김정훈
- 임하
- 사미자
- 남궁원